# البدیح
ال بدیاه یک منطقهٔ مسکونی در امارات متحده عربی است که در فجیره واقع شده‌است.

## خصوصیات
ال بدیاه ۳۳ متر بالاتر از سطح دریا واقع شده‌است.